# Constantin Pițigoi
Constantin Pițigoi (n. 10 august 1933, Târgu Cărbunești, județul Gorj – d. 2 mai 2010, Târgu Cărbunești, județul Gorj) a fost un cunoscut lăutar și violonist gorjean.

## Biografie
S-a născut la 10 august, în anul 1933 în Târgu Cărbunești. Începe să cânte la vioară de la vârsta de 8 ani, împreună cu tatăl său, Dumitru Pițigoi. Tatăl său cânta cu vioara și mama sa cu chitara. Astfel, a început să cânte în taraful părinților săi cu basul pe la nunți și la botezuri. De la vârsta de 13 ani începe să cânte singur, având alături pe tatăl său, contrabasist. În perioada anilor 1953–1954 pleacă în armată, la Timișoara, unde învață să cânte notația muzicală datorită locotenentului major care era și comandantul muzicii. 
La întoarcerea din armata este angajat la Sindicat, unde ține numeroase spectacole. Face parte din Ansamblul sindicatului din Târgu Cărbunești „Gilortul”, orchestră formată din 40 de instrumentiști. Aici ia contact cu cei mai buni lăutari gorjeni: Ion Bârsan și soția Gena Bârsan, Costică Dindiri, Victor Tîrleanu, Mitică Bolovan etc.
Cântă apoi și la Ansamblul „Doina Gorjului” din Târgu Jiu, sub bagheta lui Gelu Barabancea până când acesta a murit. După moartea lui Barabancea, pleacă de la ansamblu, deoarece nu era lăsat să cânte la nunți (care începeau după Paști și țineau până la Sf. Nicolae). De la „Doina Gorjului” pleacă la Ansamblul „Altița” cu care cântă pe multe scene, după care iese la pensie. A susținut turnee cu Maria Lătărețu, Constantin Busuioc (dirijor la Ansamblul „Doina” al Armatei), Maria Apostol atât în țară cât și în străinătate (în Grecia și în Ungaria).
Mai târziu își creează propria formație, din care mai făceau parte frații săi: Bebe Pițigoi și Gogă Pițigoi. Cântă în mai toată țara, iar prin Institutul Cultural Român și în străinătate, în diverse țări. După 1990, se pensionează.
În 1991 este primit, împreună cu frații săi, la reședința din Elveția, de fostul suveran al României, regele Mihai I.
În 2007 este descoperit de muzicianul Dr. Grigore Leșe, care realizează numeroase emisiuni „La Porțile ceriului”, avându-l ca protagonist pe Alită Pițigoi cu banda sa. Datorită lui Grigore Leșe, pe 30 aprilie 2008 apare pe scena Institutului Cultural Român la cea de-a patra întâlnire a proiectului inițiat de Leșe, „Ultimii rapsozi”. Formația sa mai era alcătuită din: Dumitru (Bebe) Pițigoi (vioară), Gheorghe (Gogă) Pițigoi (braci), Gheorghe (Gioni) Pițigoi (vioară), Eugen Pițigoi (acordeon), Dumitru Pițigoi Jr. (contrabas) și Laurențiu Lătărețu (chitară). Grigore Leșe îl ia cu el la toate festivalurile si spectacolele ce vor avea loc. 
Muzica lui Alită Pițigoi a fost imprimată și pe un CD, care a apărut într-o ediție specială a Jurnalului Național.

## Decesul
Moare la data de 2 mai 2010 la Târgu Cărbunești, la vârsta de 77 de ani, în urma unui infarct. La înmormântare a cântat o orchestră condusă de Adrian Luca.

## Aprecieri
„Nea Alita Pițigoi a fost un lăutar vechi, cunoștea muzică veche. A fost la Altița (ansamblul), 20 de ani a lucrat cu soțul meu, Nicu Ciulei la Târgu Jiu. Pe urmă s-a pensionat și și-a făcut aici o formație la Casa de Cultură. Mergeam la domnul Leșe Grigore pe la toate festivalurile, toți, pe noi, pe rapsozi, și pe Pițigoi îi chema acolo...”—Aurelia Ciulei - rapsod popular
„Nea Alită Pițigoi a fost un bătrân lăutar, născut într-o familie de muzicanți. Împreună cu fratele său, Bebe, Nea Alită cântă așa cum l-au învățat părinții și transmite mai departe, în familie, un repertoriu urban, provenit în mare măsură din fondul muzical țărănesc gorjean. Cu toții improvizează cu ușurință, sunt imprevizibili, spontani, intuitivi, modificându-și repertoriul în funcție de publicul căruia i se adresează. Muzica lui e vie, se reinventează de fiecare dată, caracterizându-se printr-o mare diversitate a structurilor sonore și ritmice.
Banda lu' Nea Alită Pițigoi cântă la nunți, botezuri și înmormântări, iar cârciuma este spațiul în care se simte cel mai bine. Provocarea de a se prezenta la Institutul Cultural Român în cadrul proiectului «Ultimii rapsozi» a fost mare și pentru lăutari, și pentru organizatori, și pentru publicul prezent la eveniment. Acest lucru este mărturia faptului că după ce începe să cânte, Banda lu' Nea Alită Pițigoi  uită complet unde se află, iar cei ce o ascultă au șansa să ajungă într-un Gorj încremenit în vremi, acolo unde ultimii mari lăutari așteaptă să fie descoperiți. (...) ”—Grigore Leșe - rapsod popular
„Unul dintre cei mai buni lăutari ai acestui moment. Cumva premonitoriu, în urmă cu mai bine de doi ani, Grigore leșe organiza, la Ateneul Român, spectacolul «Ultimii Rapsozi» în care a cântat și Banda lui nea Alită Pițigoi, din Târgu-Cărbunești”—Viorel Gârbaciu - directorul Școlii Populare de Artă Tg-Jiu

## Discografie
Alită Pițigoi a avut câteva apariții pe CD-uri, cu înregistrări efectuate în perioada 2008-2011. Discurile au apărut în România, excepție făcând unul dintre ele, care a apărut în Elveția.
| An   | Casa de discuri   | Nr. de catalog                                  | Format       | Piese | Acompaniament |
| 2009 | Intercont Music   | IMCD 1342 Ultimii rapsozi                       | compact disc | 1. Cântec de ascultare 2. Sârbă 3. Ce otravă să-ți mai dau 4. Ferice codre de tine 5. Cu cloncănit 6. Cântec p'o coardă 7. Sârba lu' Celea 8. Pădure și iar pădure 9. Cine-a fost odată'n pe Gorj 10. Sârbă 11. Foaie verde trei granate 12. Hora lu' Alită Pițigoi 13. Sârbă | Banda lu Nea' Alită Pițigoi: Constantin „Alită” Pițigoi - vioară și voce Dumitru „Bebe” Pițigoi - voce și vioară Gheorghe „Gioni” Pițigoi - vioară Dumitru Pițigoi Jr. - contrabas Gheorghe „Gogă” Pițigoi - braci Laurențiu Lătărețu - chitară Eugen Pițigoi - acordeon |
| 2009 | VDE-Gallo Records | VDE CD-1269 Roumanie: Musiques festives du Gorj | compact disc | 4. Fir-ai tu să fii de deal 5. Sârbă „Ca la Scoarță” | Taraful Constantin și Dumitru Pițigoi |
| 2012 | Ethnophonie       | CD 21 Tarafuri și lăutari din Gorj              | compact disc | 12. Doină și Sârba lui Celea 13. Firi-al naibalui de deal 14. Salteaua 15. Suită de sârbe | Taraful Constantin și Dumitru Pițigoi |